# 托皮卡 (伊利諾伊州)
托皮卡（英語：Topeka）是一個位於美國伊利諾伊州梅森縣的城鎮。

## 地理
托皮卡的座標為40°19′48″N 89°55′52″W / 40.33000°N 89.93111°W，而該地的平均海拔高度為144米（即472英尺）。

## 人口
根據2010年美國人口普查的數據，托皮卡的面積為0.35平方千米，當中陸地面積為0.35平方千米，而水域面積為0.00平方千米。當地共有人口76人，而人口密度為每平方千米217人。